# Pioners i Caravel·les
Pioners i Caravel·les és la denominació que reben, respectivament, els nois i noies que formen part de la branca escolta de catorze a disset anys a la majoria d'associacions escoltes. En algunes, però, aquesta edat pot variar una mica i començar als quinze anys.
Als escoltes d'aquesta edat se'ls anomena de diferents formes, segons l'agrupament i l'associació escolta de la qual formin part. Poden ser Pioners o Pioners i Caravel·les. S'identifiquen amb la camisa de color vermell. El petit grup d'aquesta unitat rep el nom d'Equip i el projecte o acció dut a terme per aquesta branca s'anomena Empresa.
En relació a l'etapa educativa, la branca de Pioners i Caravel·les es correspon als cursos de 3r i 4t d'ESO, i 1r de Batxillerat (encara que això també depèn de cada associació escolta).

## El petit grup: L'Equip[4]
Està format per cinc membres (amb barreja de nois i noies, veterans i novells). És una unitat de vida i de treball que pot portar una vida relativament autònoma. Està liderat per un Cap d'Equip, que és un noi o noia escollit pels seus companys, i que té la missió de coordinar l'equip, convocar les reunions, i estimular tothom perquè treballi i participi. També ha de tenir un secretari, que pren nota del que es decideix a les reunions de l'Equip, i que també porta una agenda o diari on s'expliquen les anècdotes, les excursions i tot el que va passant en la vida de l'Equip.

## Institucions de la branca[4]
Les institucions són les diferents maneres com s'organitzen els nois i noies d'aquesta unitat, en funció de les necessitats de cada moment. L'existència d'aquestes institucions potencia el protagonisme de la persona i l'aprenentatge i pràctica del joc democràtic. Permet que els Pioners i Caravel·les s'habituïn a treballar amb gent diversa i amb diferents estils.
- Assemblea: la formen tots els membres de la Unitat (nois i caps). És el lloc de trobada i discussió de tota mena de problemes, des dels més profunds, fins a l'elecció dels projectes de la Unitat, i sobretot la revisió de les activitats dutes a terme.

- Consell de Coordinació: la formen els Caps d'Unitat més els Caps d'Equip. Té la missió de dirigir els projectes de la Unitat: coordinar el treball dels diferents Equips, solucionar els problemes tècnics imprevistos, fer una programació i un calendari, i vetllar perquè tot es vagi executant a temps.

- Consell d'Unitat: la formen els Caps d'Unitat més els nois i noies de tercer any (o aquells que han fet la promesa de Pioners, si es fa). Intervé per deliberar sobre problemes especialment seriosos o en circumstàncies crítiques.

## Compromís i progrés personal[4]
La principal font de compromís i de progrés personal es dona amb la realització dels projectes de la Unitat. A cada Equip se li assignaran unes determinades tasques, i serà responsabilitat de tots els membres de l'Equip que s'acabin duent a terme. És molt important, en finalitzar el projecte, fer la revisió i veure fins a quin punt cada noi i cada noia s'ha implicat i ha participat en les tasques que s'havien de fer.
No està decidit si a la branca de Pioners s'ha de fer o no promesa (depèn de cada agrupament o associació escolta). Alguns agrupaments opten per fer la "renovació de la promesa", que és una reflexió escrita que fa cada noi, on fa memòria del que ha viscut i ha après amb l'escoltisme al llarg dels anys. També està força estès el costum de regalar un àlbum de fotos als nois i noies que han completat els tres anys a la unitat (àlbum que recull fotografies de totes les branques per les quals va passar el noi d'ençà que va entrar al cau quan era petit).